# 包俊宜
包俊宜（1956年11月—），字瀚之，男，汉族，江苏太仓人，生于贵州贵阳，中国书法家、篆刻家，中国书法家协会副主席，贵州省文学艺术界联合会副主席，贵州省书法家协会主席。